# Holy Holy
Holy Holy è un brano musicale scritto dall'artista inglese David Bowie e pubblicato come 45 giri il 15 gennaio 1971.

## Tracce
1. Holy Holy (Bowie) - 3:13
2. Black Country Rock (Bowie) - 3:32

## Formazione
- David Bowie - voce, chitarra
- Mick Ronson - chitarra
- Herbie Flowers - basso
- Mick Woodmansey - batteria

## Il brano
(David Bowie: An Illustrated Record, 1981)
La prima versione di questo rock lento, un'oscura fusione di sesso e religione con un ritornello orecchiabile e accenni a Aleister Crowley («just the righteous brother»), venne registrata ai Trident Studios nel giugno 1970, alla fine delle sessioni di The Man Who Sold the World. Alla registrazione parteciparono Mick Ronson e Mick Woodmansey, futuri Spiders from Mars, e Herbie Flowers al basso.
Il 45 giri venne prodotto da Herbie Flowers, anche se sul vinile è riportato "A Blue Mink Production", e pubblicato il 15 gennaio 1971 nel Regno Unito, in Germania, Spagna e Australia, con un ritardo di sei mesi causato in parte da trattative contrattuali. Pochi giorni dopo Bowie eseguì Holy Holy nel programma Six-O-One: Newsday di Granada TV, indossando un vestito della boutique londinese Mr. Fish e accompagnandosi alla chitarra acustica. Ciò nonostante la promozione non produsse nessun effetto sulle classifiche e il singolo si rivelò un insuccesso.
Una seconda incisione di Holy Holy, caratterizzata da un ritmo più sostenuto e dalla presenza degli Spiders from Mars al completo con Trevor Bolder, ebbe luogo alla fine dell'estate 1971 e per un breve periodo fu presa in considerazione per un eventuale inserimento nell'album The Rise and Fall of Ziggy Stardust and the Spiders from Mars. Alla fine rimase nel cassetto finché non fu riciclata nel 1974 come lato B di Diamond Dogs e in seguito è ricomparsa nella raccolta non autorizzata Bowie Rare del 1982, come traccia bonus nelle riedizioni di The Man Who Sold the World del 1990 e di Ziggy Stardust del 2002 e nel CD Re:Call 1 uscito con il box set Five Years (1969-1973) nel 2015, in cui è presente anche la versione 45 giri.

### Il lato B
Registrata durante le sessioni di The Man Who Sold the World nella primavera del 1970, Black Country Rock è un brano vivace con un testo piuttosto minimale. Bowie aggiunse un'imitazione del caratteristico "gorgheggio elettrico" di Marc Bolan, a quanto pare perché aveva sbagliato a cantare un verso: «Lo fece per scherzo, ma noi tutti pensammo che non era male», ha affermato in seguito il produttore dell'album Tony Visconti, «l'abbiamo registrata di nuovo e io ho assottigliato la voce di David mediante l'equalizzatore per farla assomigliare ancora di più a quella di Bolan».

## Cover
Cover di Holy Holy sono state eseguite dagli Shadow Project di Rozz Williams, nel loro album di debutto del 1991, e dai Marquee Moon nell'album tributo The Dark Side of David Bowie del 1997.